# Biarescie
Biarescie (biał. Бярэсце; ros. Берестье) – osiedle na Białorusi, w obwodzie brzeskim, w rejonie brzeskim, w sielsowiecie Znamienka, nad Jeziorem Rogozińskim.
Znajduje tu się sanatorium.